# Ново село (община Врабчище)
Вижте пояснителната страница за други значения на Ново село.
Ново село (на македонска литературна норма: Ново Село; на албански: Novo Sella, Ново Села) е село в Северна Македония, в община Врабчище.

## География
Селото е разположено северно от Гостивар в източното подножие на планината Шар.

## История
В края на XIX век Ново село е българско село в Гостиварска нахия на Тетовска каза на Османската империя. Между 1896 и 1900 година селото преминава под върховенството на Българската екзархия. Според статистиката на Васил Кънчов („Македония. Етнография и статистика“) в 1900 година Ново село има 72 жители българи християни.
Всички християнски жители на селото са привърженици на Българската екзархия. Според секретаря на екзархията Димитър Мишев („La Macédoine et sa Population Chrétienne“) в 1905 година в Ново село има 72 българи екзархисти.
В 1913 година селото попада в Сърбия. Според Афанасий Селишчев в 1929 година Ново село е част от Зубовска община в Горноположкия срез и има 8 къщи с 42 жители албанци.
За време на Втората световна война селото попада в албанската окупационна зона. На 29 април 1943 година Ново село е обградено и запалено от албански карабинери.
Според преброяването от 2002 година селото има 19 жители македонци.